# POD 2
POD 2: Multiplayer Online (sorti sous le titre POD: Speedzone en Amérique du Nord) est la suite du jeu de course de 1997, POD, développé par Ubisoft Romania, édité par Ubisoft et disponible pour Dreamcast en 2000.

## Développement et sortie
Une version PlayStation 2 et une version Microsoft Windows étaient également prévues pour 2001, mais ont été abandonnées.
En octobre 2017, les parties en ligne du jeu ont été remises en ligne grâce aux fans.

## Accueil
Le jeu a reçu des critiques « moyennes » selon l'agrégateur de critiques Metacritic. Blake Fisher de NextGen a déclaré que le jeu était « une expérience de course aussi médiocre que possible ». 